# KNM Gyller (1938)
KNM Gyller (F301) – norweski torpedowiec z okresu II wojny światowej (oficjalnie klasyfikowany jako niszczyciel), należący do typu Sleipner. Zdobyty podczas wojny, służył w marynarce niemieckiej (Kriegsmarine) pod nazwą „Löwe”. Po wojnie kontynuował służbę w marynarce norweskiej do 1959 roku, przeklasyfikowany na fregatę.
Walczył z lotnictwem niemieckim podczas kampanii norweskiej. W służbie niemieckiej używany był głównie do celów eskortowych i pomocniczych na Bałtyku; odznaczył się w 1945 roku ratując rozbitków ze statku „Wilhelm Gustloff”.
Wyporność standardowa okrętu wynosiła 597 długich ton, a główne uzbrojenie stanowiły początkowo trzy armaty kalibru 102 mm i cztery wyrzutnie torpedowe kalibru 533 mm. Napęd stanowiły turbiny parowe, pozwalające na rozwinięcie prędkości 30 węzłów.

## Historia i skrócony opis
KNM „Gyller” był trzecim zbudowanym okrętem najnowszego typu niszczycieli norweskich z okresu międzywojennego, faktycznie odpowiadających wielkością i charakterystykami torpedowcom i tak powszechnie określanych w literaturze. Jego budowę rozpoczęto w bliżej nieznanej dacie w 1936 roku, kiedy zwodowano dwa pierwsze okręty, z którymi tworzył pierwszą serię typu Sleipner. Budowę prowadzono w Głównej Stoczni Marynarki w Horten pod numerem 125. Kadłub wodowano 7 lipca 1938 roku. Okręt wszedł do służby 1 sierpnia 1939 roku. Jako jedyny z okrętów tego typu nie otrzymał nazwy z mitologii nordyckiej (pol. lśniący blaskiem złota, złocisty).

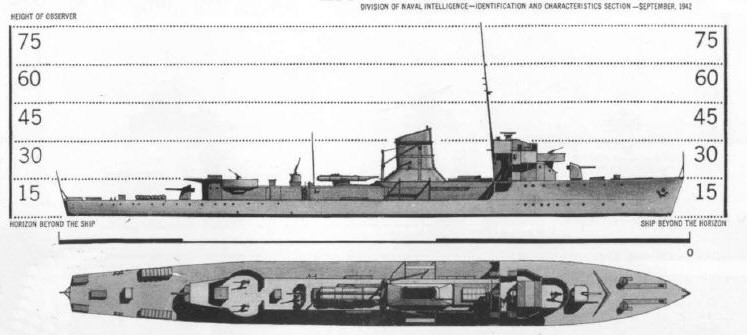
Sylwetka okrętów (z niemieckimi modyfikacjami uzbrojenia)

Okręty miały typową architekturę i rozmiary dla torpedowców tego okresu, z podniesionym pokładem dziobowym na niecałej 1/3 długości. Uzbrojenie artyleryjskie początkowo stanowiły trzy pojedyncze armaty morskie kalibru 102 mm Bofors. Działo nr 1 znajdowało się na pokładzie dziobowym, a działa nr 2 i 3 na rufie w superpozycji. Uzbrojenie przeciwlotnicze okrętów tego typu stanowiło pojedyncze nowoczesne działko automatyczne kalibru 40 mm Bofors i dwa wielkokalibrowe karabiny maszynowe 12,7 mm Colt, lecz według niektórych źródeł, „Gyller” miał działko kalibru 20 mm Oerlikon. Według większości publikacji, „Gyller” jako jedyny z okrętów tego typu miał cztery, a nie dwie wyrzutnie torpedowe kalibru 533 mm, w dwóch dwururowych aparatach na śródokręciu, zamiast jednego. Uzbrojenie przeciw okrętom podwodnym stanowiły cztery zrzutnie bomb głębinowych.
Wyporność standardowa okrętów pierwszej serii wynosiła 597 ts (ton angielskich), a pełna 708 ts (719 ton metrycznych). Długość okrętów pierwszej serii wynosiła 74,3 m, a szerokość 7,8 m. Średnie zanurzenie wynosiło 2,1 m, natomiast maksymalne 4,15 m.
Napęd stanowiły dwa zespoły turbin parowych De Laval z przekładniami o mocy łącznej 12 500 KM, poruszające dwie śruby. Parę dla turbin dostarczały trzy kotły parowe Yarrow, o wysokim ciśnieniu 32 atmosfer. Okręty tego typu rozwijały prędkość 30 węzłów, a według niektórych źródeł, maksymalnie 32 węzły. Zasięg pływania wynosił 3500 Mm przy prędkości 15 węzłów (według innych źródeł, 1500 Mm w tych warunkach).

## Służba

### W służbie norweskiej do 1940 roku
Po wybuchu II wojny światowej „Gyller” brał udział w patrolowaniu norweskich wód terytorialnych, eskortowaniu statków stron walczących utrzymujących handel z Norwegią oraz w strzeżeniu neutralności. Wraz z „Odinem” tworzył 3 Dywizjon Niszczycieli. Między innymi, na początku kwietnia eskortował na norweskich wodach grupę statków brytyjskich i niemieckich płynących z rudą żelaza z Narviku. 8 kwietnia 1940 roku „Gyller” i „Odin” ratowały rozbitków z niemieckiego transportowca wojska „Rio de Janeiro” zatopionego przez polski okręt podwodny ORP „Orzeł”.
W chwili niemieckiego ataku rano 9 kwietnia 1940 roku „Gyller” był w porcie w Kristiansandzie, po tym jak poprzedzającej nocy doprowadził na redę niemiecki statek handlowy „Seattle” płynący z Curaçao. Pomimo krótkotrwałego oporu stawianego przez baterię nadbrzeżną na wyspie Odderøya, niemiecki zespół IV z krążownikiem „Karlsruhe” i dwoma torpedowcami „Luchs” i „Seeadler” zajął tego dnia za trzecim podejściem Kristiansand, wykorzystując zamieszanie spowodowane oczekiwaniem na siły brytyjskie i błędną identyfikacją bander okrętów. Norweskie okręty nie podjęły działań przeciw okrętom niemieckim z powodu braku wyraźnych rozkazów i zamieszania w dowództwie, połączonego z niejasną przynależnością państwową wchodzących sił. Artyleria nadbrzeżna zniszczyła natomiast podchodzący statek „Seattle” (jego zatopienie mylnie przypisywano w niektórych publikacjach „Gyllerowi”). „Gyller” stojący przy nabrzeżu ostrzeliwał niemieckie bombowce Heinkel He 111 z I./KG26, bombardujące i ostrzeliwujące Odderøya z broni maszynowej, czego skutkiem było zestrzelenie jednego samolotu (prawdopodobnie przez „Odina”) i niewielkie uszkodzenia kilku innych. „Gyller” wyszedł następnie z portu w Kristiansandzie, lecz wkrótce powrócił, aby dowódca skonsultował telefonicznie działania z dowództwem. Tam go zastały wchodzące niemieckie torpedowce z desantem, a po zajęciu portu Niemcy przedstawili się jako przyjazne siły i zażądali współpracy. Przez kolejne dwa dni okręty norweskie pozostawały w bazie Marvika pod swoimi banderami, po czym 11 kwietnia nieuszkodzony „Gyller” został tam ostatecznie zajęty przez Niemców (wraz z „Odinem” i okrętami podwodnymi B-2 i B-5). Dowódca okrętu kapitan marynarki Lorentz Holck został po wojnie, wraz z innymi oficerami, skrytykowany w raporcie z 1946 roku o działaniach pod Kristiansandem, za pasywność i poddanie nieuszkodzonego okrętu.

### W służbie niemieckiej
Okręt został wcielony już 20 kwietnia 1940 roku do niemieckiej służby jako „Löwe” (pol. lew). Wraz z trzema innymi zagarniętymi okrętami utworzył 7 Flotyllę Torpedowców i był używany do grudnia 1940 roku do zadań eskortowych w Skagerraku i Kattegacie. Usunięto na nim działo 102 mm nr 2 i zamontowano działko przeciwlotnicze 20 mm. Okręty przystosowano także do stawiania 24 min. 1 stycznia 1942 roku torpedowce tego typu wycofano do zadań pomocniczych, jako poławiacze torped ćwiczebnych 27. Flotylli Okrętów Podwodnych w Gdyni.
W latach 1941–1942 dalej zmodyfikowano uzbrojenie okrętu, usuwając dziobowe działo nr 1 i jedną podwójną wyrzutnię torped oraz zwiększając liczbę działek przeciwlotniczych 20 mm do trzech (w odróżnieniu od pozostałych, „Löwe” zachował drugą podwójną wyrzutnię torpedową). Według innych źródeł jednak, od początku 1941 roku uzbrojenie okrętów zmieniono na jedno niemieckie działo 105 mm o długości lufy L/45, jedno działko plot. 37 mm i dwa działka plot. 20 mm, bez wyrzutni torped i min. Załoga w niemieckiej służbie wynosiła 86–88 osób.
Okręty tego typu służyły na Bałtyku do maja 1945 roku, uczestnicząc pod koniec wojny w ewakuacji niemieckiej ludności na zachód. „Löwe” eskortował 30 stycznia 1945 roku statek „Wilhelm Gustloff”, a po jego storpedowaniu przez okręt podwodny S-13, bezskutecznie próbował atakować ten okręt bombami głębinowymi, a następnie ratował rozbitków. Według różnych źródeł uratował 252 lub 472 osób. W chwili zakończenia wojny w maju 1945 roku „Löwe” znajdował się we Flensburgu, po czym w tym miesiącu został zwrócony Norwegii.

### W służbie norweskiej powojennej
19 września 1946 roku „Gyller” otrzymał znak taktyczny L02. W 1951 roku razem z pozostałymi czterema okrętami tego typu został przeklasyfikowany na fregatę, otrzymując NATO-wski znak taktyczny F301. W 1952 roku został zmodernizowany do nowej roli i przezbrojony w trzy armaty kalibru 76 mm, 2 działka plot. 40 mm, 2 karabiny maszynowe 12,7 mm i 4 miotacze bomb głębinowych, bez uzbrojenia torpedowego. Artyleria główna była uniwersalna. Załoga okrętów uległa zwiększeniu do 104 osób. „Gyller” nie był już jednak intensywnie używany z uwagi na zużycie mechanizmów. Wycofany został wraz z pozostałymi w 1959 roku, po czym złomowany.